# 紀元前378年
紀元前378年（きげんぜん378ねん）は、ローマ暦の年である。
当時は、「メドゥリヌス、フィデナス、ラナトゥス、シクルス、プルウイルス、マケリヌスが護民官に就任した年」として知られていた（もしくは、それほど使われてはいないが、ローマ建国紀元376年）。紀年法として西暦（キリスト紀元）がヨーロッパで広く普及した中世時代初期以降、この年は紀元前378年と表記されるのが一般的となった。

## 他の紀年法
- 干支 : 癸卯
- 日本
  - 皇紀283年
  - 孝安天皇15年
- 中国
  - 周 - 安王24年
  - 秦 - 献公7年
  - 晋 - 孝公11年
  - 楚 - 粛王3年
  - 斉 - 斉侯剡7年
  - 燕 - 簡公37年
  - 趙 - 敬侯9年
  - 魏 - 武侯18年
  - 韓 - 文侯9年
- 朝鮮
  - 檀紀1956年
- ベトナム :
- 仏滅紀元 : 167年
- ユダヤ暦 :

## できごと

### ギリシア
- テーバイの将軍で政治家のエパメイノンダスが、テーバイ軍の指揮者となった。ペロピダスがボエオタルク (Boeotarch) と呼ばれるテーバイの最高執政官となった
- アテナイの将軍コノンの息子ティモテオス (Timotheus) が、将軍職に選ばれた。
- スパルタが（アテナイの外港である）ペイライエウス（現在のピレウス）を奪取しようと試みたことから、アテナイはテーバイに接近した。アテナイの傭兵隊長カブリアスはテーバイ近郊で、数に優ったアゲシラオス2世率いる軍勢と対峙した。アゲシラオス2世側が前進してきたが、カブリアスは攻撃命令を出さず、その代わりに、槍の穂先を上に向けたまま敵に向けず、盾は肩に乗せずに左膝に立てかけ置く「休め」の姿勢を命じた。命令は直ちに、問答無用で指揮下の傭兵たちに伝えられ、さらに友軍の精鋭であるゴルギダス (Gorgidas) 率いる神聖隊にも伝達された。この「蔑みの姿勢 (show of contempt)」を見せたことで、スパルタ軍の前進は止まり、程なくしてアゲシラオス2世側は撤退した[1]。
- アテナイはテーバイと同盟し、いわゆる「第二次アテナイ帝国 (Second Athenian Empire)」を構築した。この同盟には、ボイオーティアの大部分と、イオニアの島々の一部が加わっていた。

### シチリア
- ディオニュシオス1世 (Dionysius I of Syracuse) の3度目の対カルタゴ戦争は、悲惨な成り行きとなった。クロニオン (Cronium) の戦いで壊滅的な敗北を喫したディオニュシオス1世は、賠償金として1000タレントの支払いと、ハリュコス川 (the Halycus River) 以西のカルタゴへの割譲を強いられた。

### 中国
- 狄が魏軍を澮で撃破した。
- 魏・韓・趙が斉を攻撃し、霊丘に達した。